# 站立乘客
在城市公共交通中，沒有坐到位置的乘客只好站著坐車，在上下班高峰期，車廂內的乘客大部分都只能站立。只有一小部分人才有機會就座。乘客可能只会在非高峰時間有座位。旅程越长，乘客就越不愿意站立。在城际铁路或城際巴士服务中，乘客站立的意愿往往很低，甚至可能連站立都不被允許，車廂內會预留座位以确保所有乘客都可以就座。
在航空方面，所有乘客和机组人员在起飞和降落时都必須坐在座位上，因此大部分航空公司不允许機艙內有站立的乘客。不過2010年，一家低成本航空公司瑞安航空提出了一种“垂直座椅”设计，供其飞机上的站立乘客使用。
站立的乘客容易跌倒和受到其他伤害，尤其是對老年人來說。 较矮的人和儿童可能无法够到把手、带子或栏杆。